# RCA 단자
RCA 단자(영어: RCA connector)는 소리와 영상 신호를 전달하는데 흔히 쓰이는 단자이다. RCA라는 이름은 라디오 코퍼래이션 오브 아메리카(Radio Corporation of America)라는 기업 이름에서 나온 것으로, 1940년대 초에 가정용 라디오 축음기 내부에 연결할 목적으로 설계되었다.

## 가전 제품에서의 단자 부호화
가전 제품에서 플러그와 소켓은 전통적으로 색으로 부호화되어 올바르게 연결했는지의 여부를 확인하는데 도움을 준다. 다양한 신호를 위해 이 표준 색들은 아래와 같이 나타난다.
| 컴포지트 아날로그 비디오              | 컴포지트                                 | 노랑     |  |
| 아날로그 오디오                       | 왼쪽/모노 (4 단자 테이프 케이블)         | 하양     |  |
| 아날로그 오디오                       | 오른쪽 (4 단자 테이프 케이블)            | 빨강     |  |
| 아날로그 오디오                       | 왼쪽 테이프 재생 (4단자 테이프 케이블)   | 검정     |  |
| 아날로그 오디오                       | 오른쪽 테이프 재생 (4단자 테이프 케이블) | 노랑     |  |
| 아날로그 오디오                       | 가운데                                   | 초록     |  |
| 아날로그 오디오                       | 왼쪽 서라운드                            | 파랑     |  |
| 아날로그 오디오                       | 오른쪽 서라운드                          | 회색     |  |
| 아날로그 오디오                       | 왼쪽 후면 서라운드                       | 갈색     |  |
| 아날로그 오디오                       | 오른쪽 후면 서라운드                     | 황갈색   |  |
| 아날로그 오디오                       | 서브우퍼                                 | 자주색   |  |
| 디지털 오디오                         | S/PDIF                                   | 오렌지색 |  |
| 컴포넌트 아날로그 비디오 (YPbPr)      | Y                                        | 초록     |  |
| 컴포넌트 아날로그 비디오 (YPbPr)      | PB                                       | 파랑     |  |
| 컴포넌트 아날로그 비디오 (YPbPr)      | PR                                       | 빨강     |  |
| 컴포넌트 아날로그 비디오/VGA (RGB/HV) | R                                        | 빨강     |  |
| 컴포넌트 아날로그 비디오/VGA (RGB/HV) | G                                        | 초록     |  |
| 컴포넌트 아날로그 비디오/VGA (RGB/HV) | B                                        | 파랑     |  |
| 컴포넌트 아날로그 비디오/VGA (RGB/HV) | H(수평 동기)/S(컴포지트 동기)            | 노랑     |  |
| 컴포넌트 아날로그 비디오/VGA (RGB/HV) | V(수직 동기)                             | 하양     |  |

## 참조
1. ↑  “Consumer Electronics Association standard CEA-863-B - Connection Color Codes for Home Theater Systems”. CEA. February 2011. 2011년 7월 12일에 원본 문서에서 보존된 문서. 2011년 8월 27일에 확인함.

## 같이 보기
- 컴포넌트 비디오
- RF 단자
- XLR 단자